# Burton Pidsea
 (septembre 2023).
Pour les articles homonymes, voir Burton.
Burton Pidsea est une paroisse civile et un village du Yorkshire de l'Est, en Angleterre.